# 카모가와 겐지
카모가와 겐지(鴨川源二)는 《더 파이팅》에 등장하는 등장인물으로, 투니버스 더빙판 이름은 '백강호'.

## 담당 성우
우츠미 켄지 → 아이스카 쇼죠 / 유강진

## 소개
카모가와 짐의 관장으로, 마쿠노우치 잇뽀에게 3개월 동안 본격적으로 권투를 가르친 장본인.